# ایزواوشیما
جزیرهٔ ایزو اُوشیما (به ژاپنی: Izu Ōshima 伊豆大島) در قسمت شمالی مجمع‌الجزایر ایزو واقع شده و بزرگترین جزیرهٔ آن محسوب می‌شود. این جزیره در بین مجمع‌الجزایر ایزو، نزدیکترین جزیره به هونشو و شبه جزیره ایزو بشمار می‌آید. مساحت آن ۹۱٫۰۶ کیلومتر است. از نظر تقسیم بندی کشوری این جزیره جزء توکیو است.

## نگارخانه

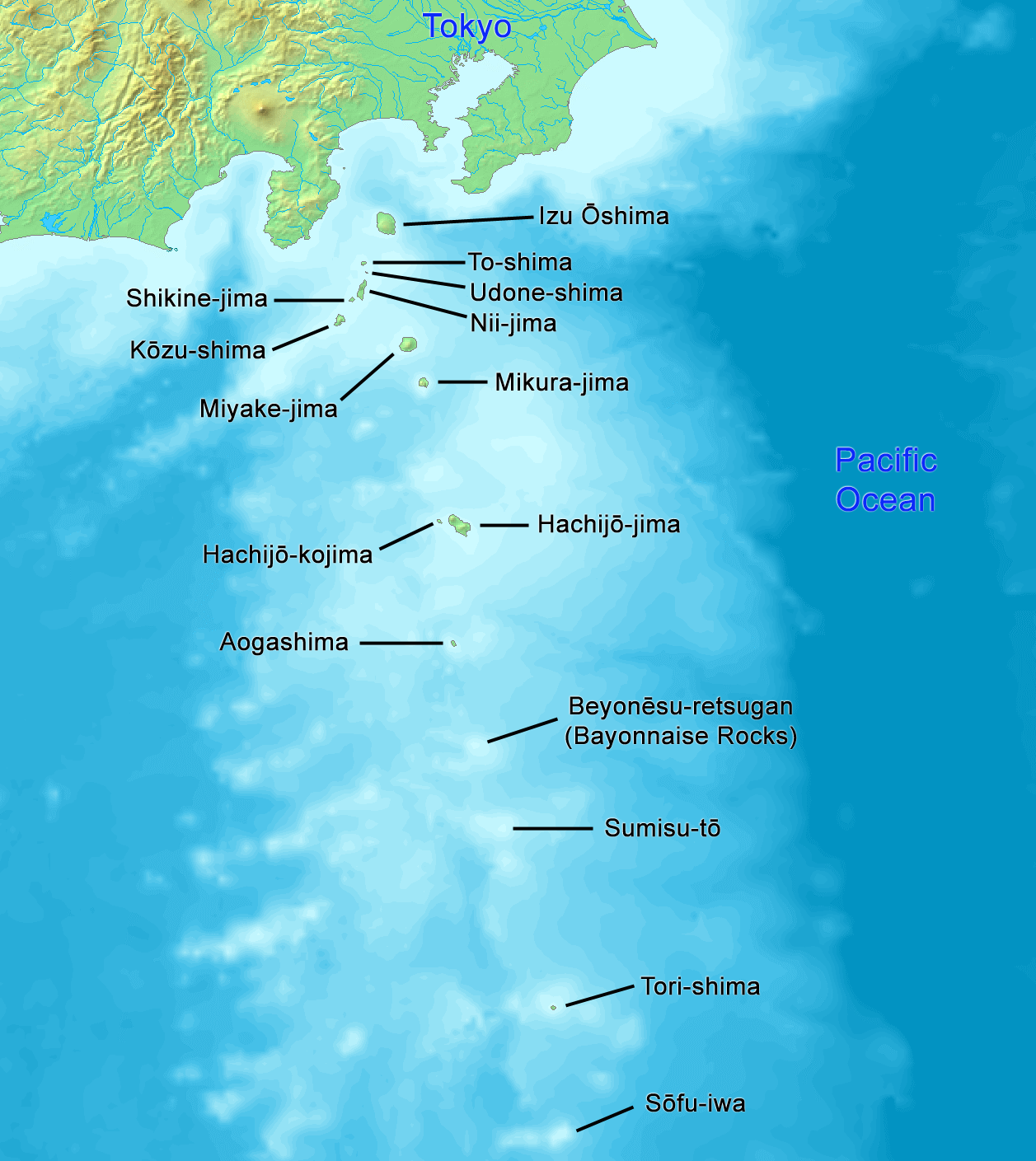
مجمع‌الجزایر ایزو
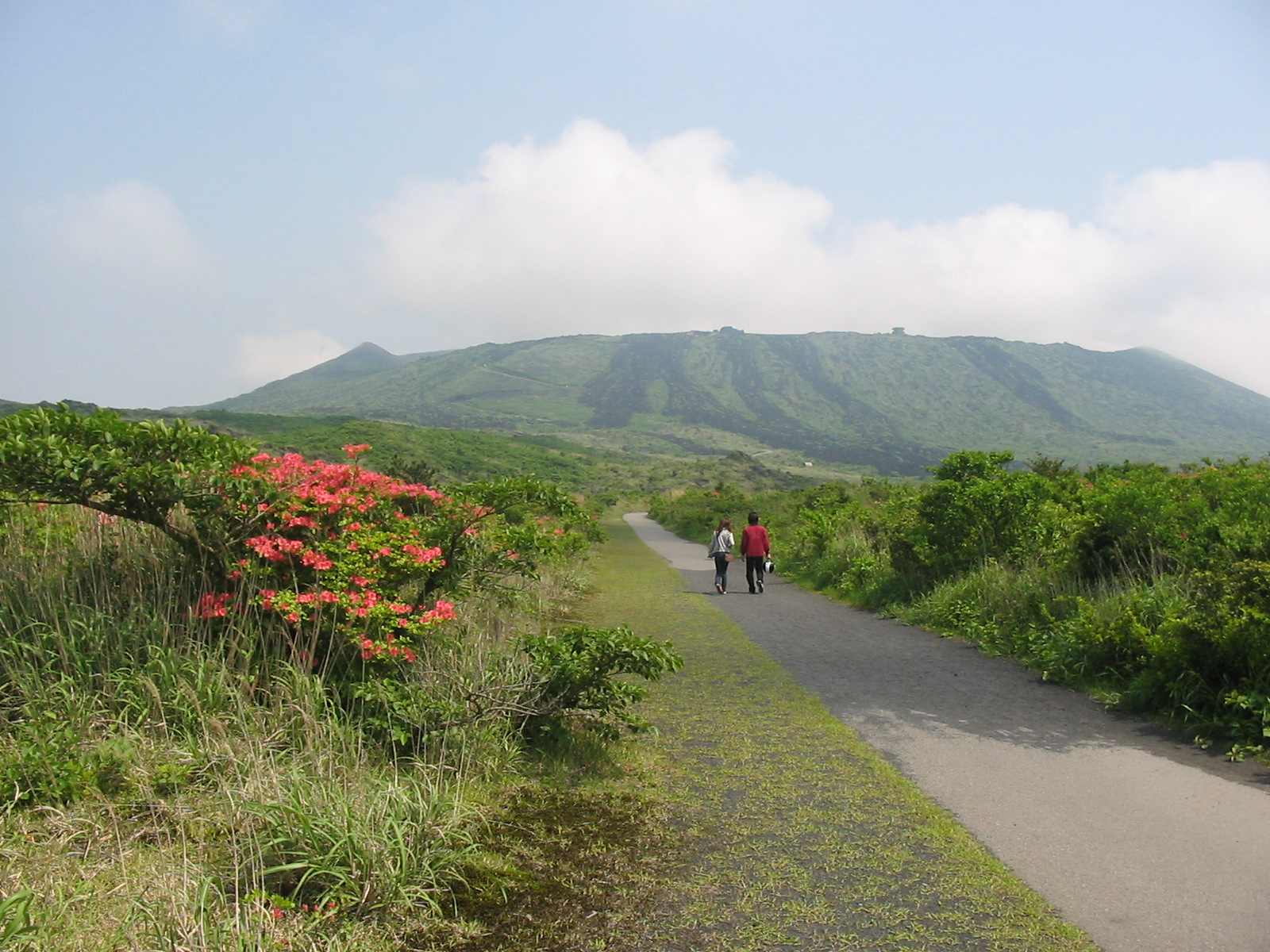
کوه میهارا در جزیرهٔ ایزواُوشیما
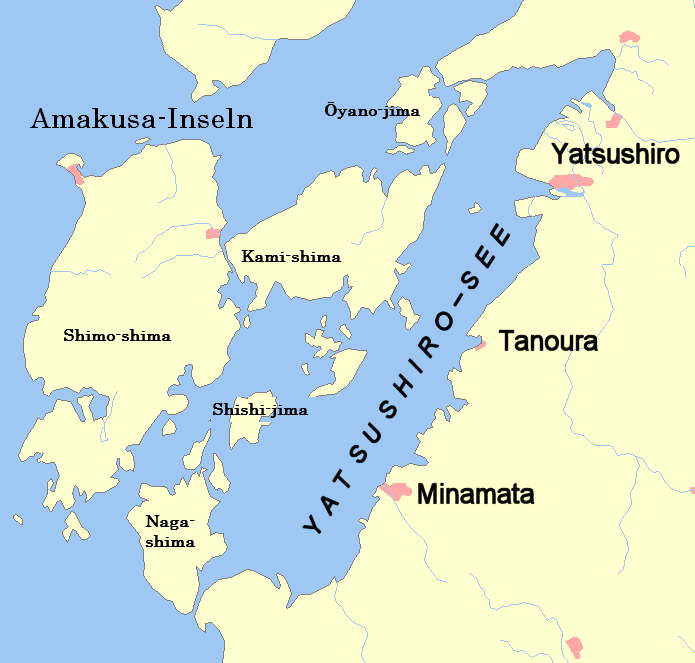